# Pierre Waldeck-Rousseau
Pour les articles homonymes, voir Waldeck-Rousseau, Waldeck et Rousseau.
Ne doit pas être confondu avec Waldeck Rochet.
Pierre Waldeck-Rousseau, né le 2 décembre 1846 à Nantes et mort le 10 août 1904 à Corbeil-Essonnes, est un homme d'État français. Républicain et libéral, il est principalement connu pour avoir participé à la légalisation des syndicats (loi Waldeck-Rousseau de 1884) ainsi que pour la loi de 1901 sur les associations.
En 1899, en pleine affaire Dreyfus, il est appelé par le président Émile Loubet pour former un gouvernement. Représentant éminent des républicains modérés, ministre de Gambetta puis de Jules Ferry dans les années 1880, Waldeck-Rousseau forme un gouvernement de « Défense républicaine », incluant des personnalités de sensibilités différentes, comme le général de Galliffet et le socialiste indépendant Alexandre Millerand.
Son cabinet, qui dura près de trois ans, est le plus long de la IIIe République. Il marque un tournant dans l'affaire Dreyfus et poursuit une politique économique et sociale faite à la fois d'avancées sociales (incarnées en particulier par Millerand) et d'une certaine modération (représentée par le ministre des Finances Joseph Caillaux). Il est soutenu dans l'ensemble par le camp républicain, allant de l'Alliance républicaine démocratique, proche des milieux d'affaires, aux socialistes révolutionnaires, incarnés par Édouard Vaillant et Jules Guesde, qui, s'ils critiquent la participation de Millerand, prônent encore pour un temps l'unification.

## Biographie
René Waldeck-Rousseau, le père de Pierre Waldeck-Rousseau, est né à Avranches le 27 septembre 1809 sous le nom de René-Valdec (ses deux prénoms) Rousseau (son nom de famille), et était fils de Charles Rousseau, ancien officier à l'armée de Mayence, puis directeur des contributions indirectes à Avranches. Charles Rousseau est né à Angoulême le 22 décembre 1772 et a été baptisé le lendemain dans la paroisse Saint-Antonin de cette ville sous le nom de Charles, fils de Guillaume Rousseau (qui s'était marié dans la paroisse Saint-Paul d'Angoulême le 28 avril 1767 sous le nom de Guillaume Rousseau et était dit fils de Léonard Rousseau). À son décès à Rennes le 16 janvier 1846, le grand-père de Pierre Waldeck-Rousseau était toujours enregistré à l'état civil de la ville sous les seuls noms de Charles Rousseau.
C'est René-Valdec Rousseau qui demanda et obtint que son second prénom, qu'il orthographiait « Waldeck » (voir sa signature au bas de son acte de mariage à Jonzac le 25 août 1834), soit accolé à son nom de famille pour le distinguer des nombreuses familles Rousseau, formant ainsi le nouveau nom patronymique « Waldeck-Rousseau ».
Pierre Waldeck-Rousseau était un peintre du dimanche, en parallèle de son métier d'avocat et de ses activités politiques, réalisant de nombreuses aquarelles.

### Républicain modéré et convaincu

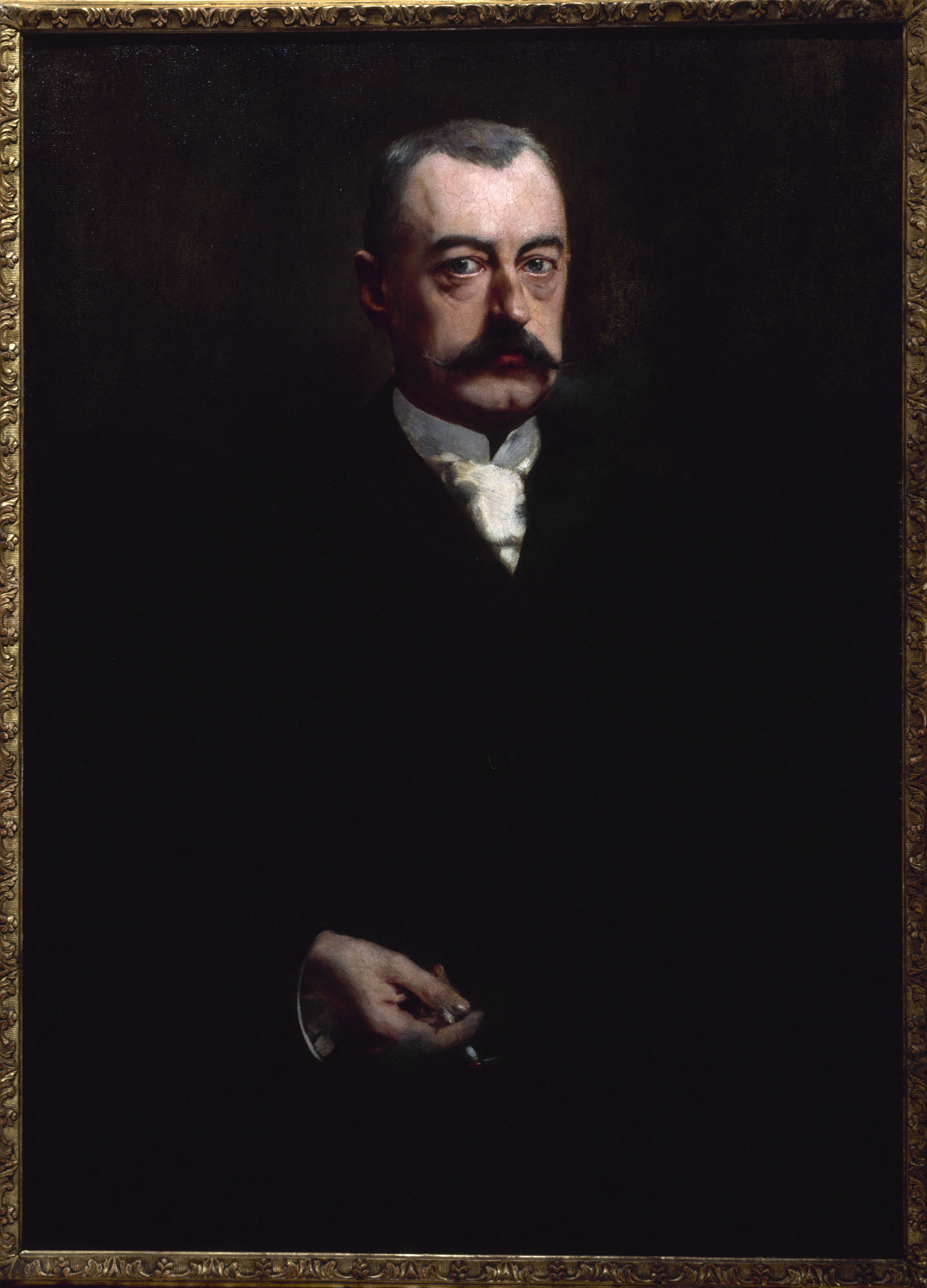
Portrait de Waldeck-Rousseau, par Henri Gervex.

Fils d'un avocat réputé, René Waldeck-Rousseau, ardent républicain qui avait été député de l'Assemblée Constituante en 1848 et maire de Nantes (1870-1874), Pierre Waldeck-Rousseau suit sa scolarité comme élève de l'externat des Enfants-Nantais et fait son droit à la Faculté de Poitiers et présente sa thèse à Paris. Avocat au barreau de Saint-Nazaire, il participe à la rédaction du journal l'Avenir puis il s'installe à Rennes en 1873 et se fait élire député en 1879 comme membre de l'Union républicaine, soutenant à la Chambre les Opportunistes. Il devait exercer ce mandat parlementaire pendant dix ans.
Le 7 décembre 1888 à Paris, il épouse Marie Durvis (1854-1936), belle-fille de Jean-Martin Charcot et demi-sœur de Jean-Baptiste Charcot et veuve d'Henri Liouville. Pierre Waldeck-Rousseau élève son beau-fils, Jacques Liouville, comme son propre fils.
Il devient ministre de l'Intérieur dans l'éphémère gouvernement Léon Gambetta (où il conserve son poste du 14 novembre 1881 au 30 janvier 1882) puis dans le second gouvernement de Jules Ferry (23 février 1883 - 6 avril 1885). C'est alors qu'il se fait l'avocat de la liberté d'association, déposant une première proposition de loi dès 1882. Il est à l'origine de la loi relative à la liberté des associations professionnelles ouvrières et patronales votée le 21 mars 1884, dite « loi Waldeck-Rousseau », ainsi que de la loi Waldeck-Rousseau sur la relégation des récidivistes, votée peu après son départ du ministère.
Après la chute du gouvernement Ferry, le 30 mars 1885, attaqué par Clemenceau sur la question du Tonkin, Pierre Waldeck-Rousseau s’éloigne peu à peu de la vie politique. De retour dans son pays natal, il se marie et s’attache à agrandir le domaine familial de Vilhouin.
En 1886, il s’inscrit au barreau de Paris et reprend ses activités d’avocat à partir de 1889, se spécialisant dans les affaires financières de justice et faisant de son cabinet l'un des plus réputés de la capitale. Il renoue avec la vie parlementaire en se faisant élire sénateur dans la Loire en 1894 à l'occasion d'élections partielles. Candidat à l'élection présidentielle de 1895, il n'obtient que 184 voix au premier tour contre 338 à Henri Brisson et 244 à Félix Faure.
En 1898, il est le fondateur et le président du Grand cercle républicain, structure qui a pour but de coordonner le parti républicain progressiste.

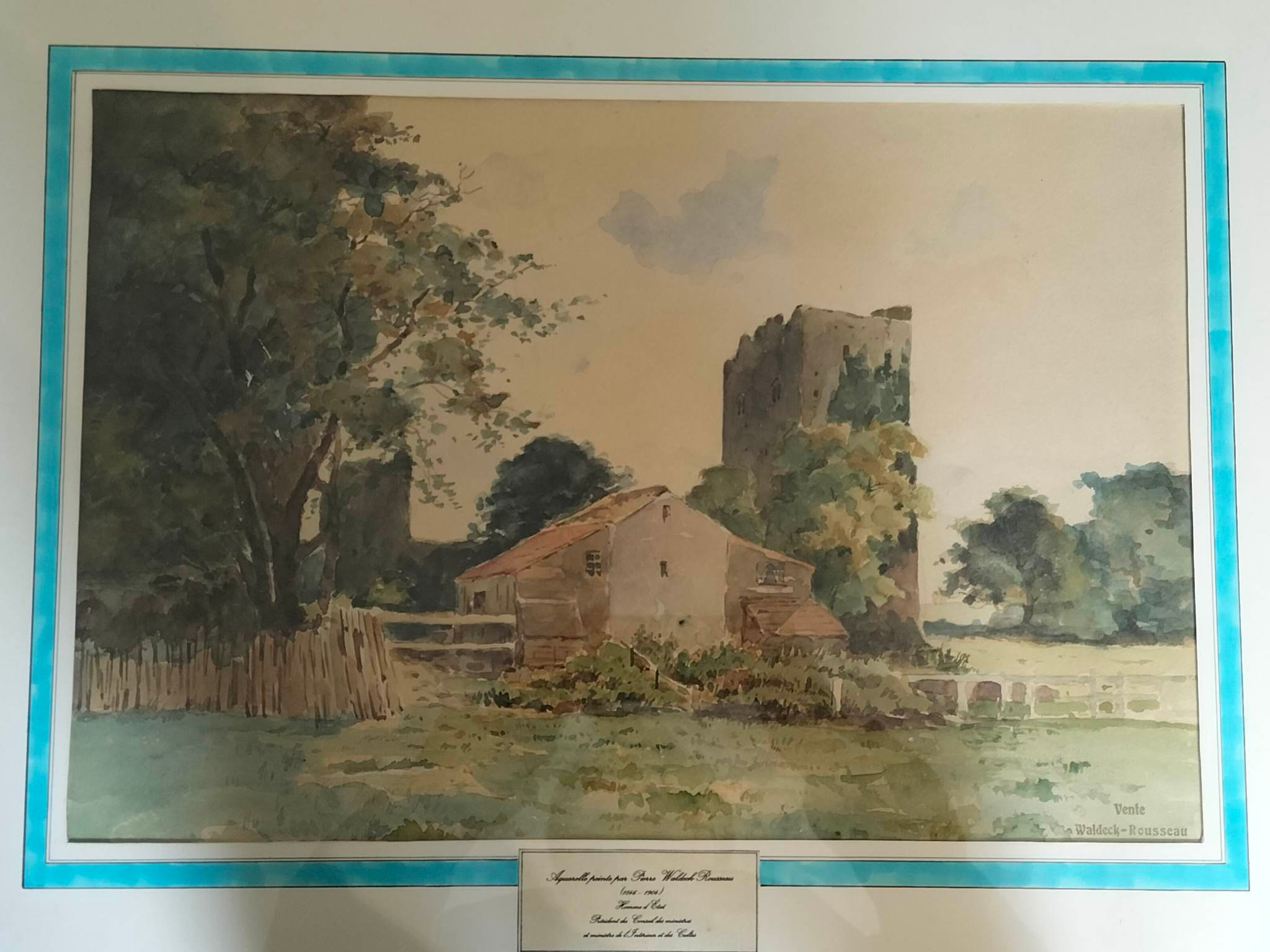
Aquarelle peinte par Pierre Waldeck Rousseau

### Constitution d'un gouvernement de Défense républicaine

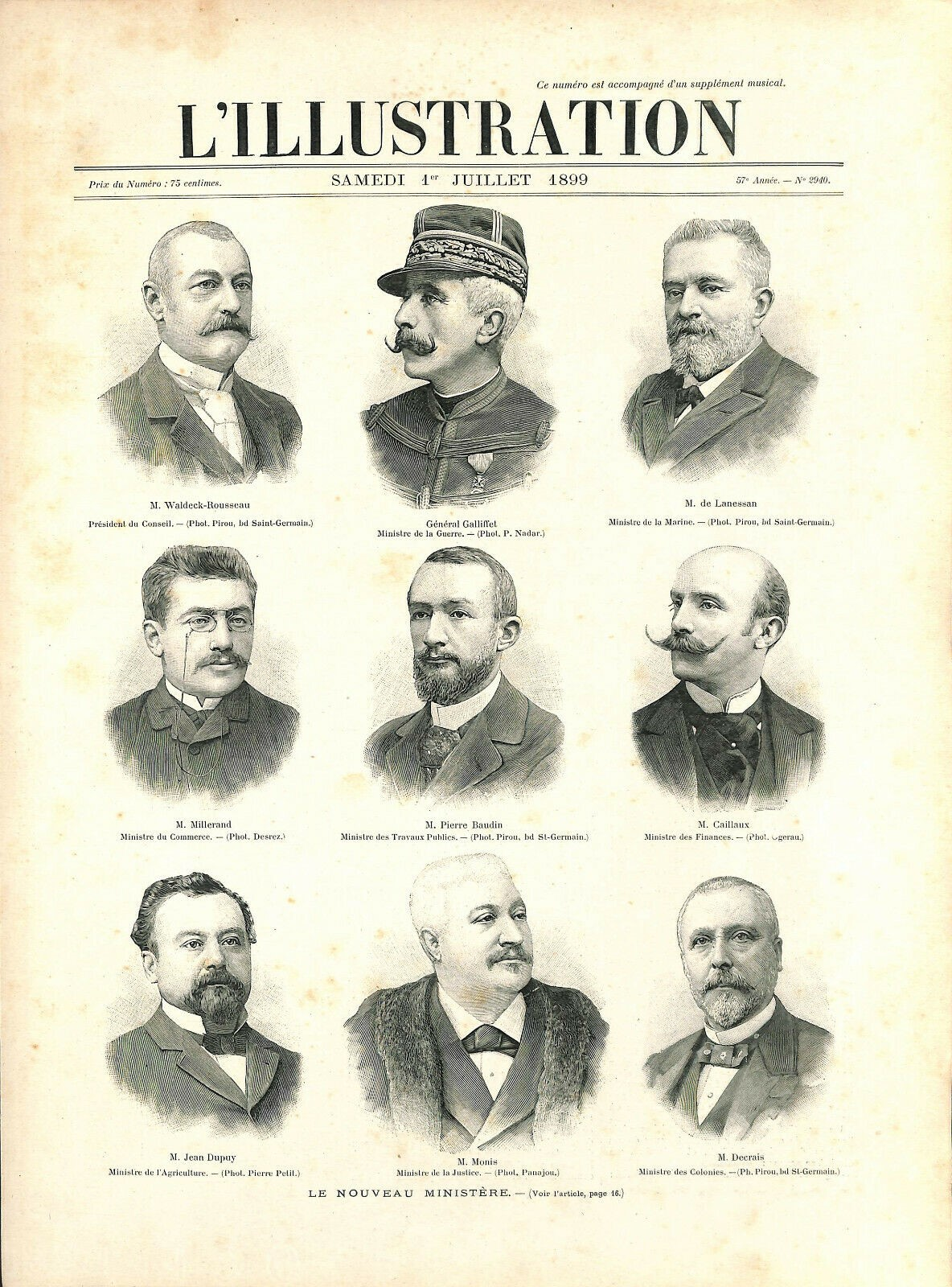
Le gouvernement Pierre Waldeck-Rousseau
(L'Illustration, 1er juillet 1899).

Waldeck-Rousseau est nommé président du Conseil le 22 juin 1899, à un moment stratégique de l'Affaire Dreyfus. La Cour de cassation vient en effet, le 3 juin, de casser le jugement du conseil de guerre condamnant Dreyfus et d'exiger sa révision. Par ailleurs, le président de la République, Félix Faure, qui avait soutenu les anti-dreyfusards et l'armée depuis le début de l'Affaire, meurt brutalement le 16 février 1899, menant à l'élection d'Émile Loubet qui l'emporte le 18 février 1899 contre Jules Méline, le candidat des « progressistes » (républicains modérés, ex-opportunistes) mais aussi de la droite et d'Édouard Drumont, l'auteur de La France juive (1886). Le nationaliste Paul Déroulède, enfin, vient d'être acquitté par la cour d'assises, le 31 mai 1899, à la suite de la tentative putschiste de la Ligue des patriotes le jour des funérailles de Faure. Dès lors, le président du Conseil Charles Dupuy doit démissionner, et Loubet décider du futur président du Conseil.
Il s'oriente d'abord vers Raymond Poincaré, mais celui-ci ne parvient pas à former un gouvernement. Poincaré conseille alors au président d'appeler Waldeck-Rousseau, chose faite le 22 juin. Ce dernier constitue un gouvernement de « Défense républicaine », qualifié au contraire, par les nationalistes, de « ministère Dreyfus ». Investi le 26 juin 1899, Waldeck-Rousseau réussit en effet à intégrer dans le même gouvernement le général de Galliffet, « fusilleur de la Commune » et le socialiste Alexandre Millerand. Le cabinet comprend par ailleurs tant des républicains modérés (« progressistes ») que des radicaux, certes cantonnés à des tâches secondaires (Pierre Baudin aux Travaux Publics). Théophile Delcassé conserve le portefeuille des Affaires étrangères, tandis que le modéré Joseph Caillaux, qui avait basculé dans le camp dreyfusard, est nommé aux Finances. Waldeck-Rousseau, enfin, cumule ses fonctions avec les portefeuilles de ministre de l’Intérieur et des Cultes.
C'est la première fois qu'un socialiste participe au gouvernement, ce qui conduit Jules Guesde à taxer Millerand de « ministérialisme » et suscite l'un des premiers débats du mouvement socialiste français concernant la participation au pouvoir. En revanche, Jaurès et Clemenceau, tous deux défenseurs actifs de Dreyfus, saluent le nouveau cabinet : 
« C'est un coup de théâtre, écrit ainsi Clemenceau. En vérité, c'est un étrange assemblage ; rien n'était plus inattendu que la rencontre de ces trois hommes dans une même action politique. Waldeck-Rousseau, l'ami, l'élève favori de Gambetta, l'un des représentants les plus autorisés de la politique dite opportuniste. Galliffet, qui fut aussi de l'intimité de Gambetta, un soldat, de l'école des sabreurs à panache, qui a malheureusement laissé dans nos guerres civiles une trace d'implacabilité légendaire. Millerand, enfin, un socialiste révolutionnaire qui revendique hautement les droits de la démocratie laborieuse, en vue de l'organisation de [sic] justice sociale si lente à venir. »

### Politique du cabinet Waldeck-Rousseau

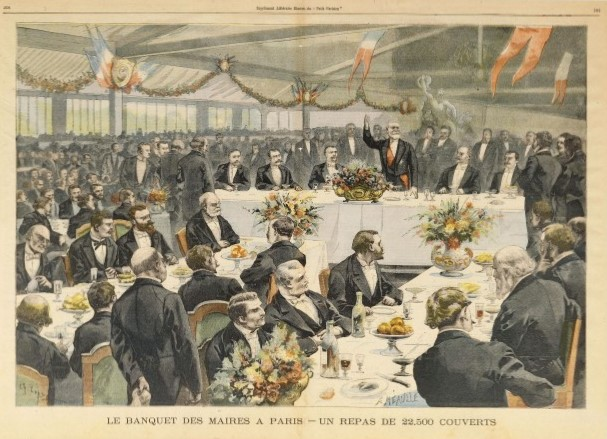
Le banquet des maires de 1900, organisé pendant l'Exposition Universelle à Paris à l'initiative de Loubet et de Waldeck-Rousseau. Illustration de Crespin et Méaulle.

#### Affaire Dreyfus et défaite nationaliste
Waldeck-Rousseau commence par épurer l'administration et l'armée, en remplaçant les juges, les préfets et les chefs militaires (circulaire de Galliffet). Deux décrets de Galliffet soumettent l'avancement des militaires à l'avis du ministre, tandis que Waldeck-Rousseau vise particulièrement des officiers compromis tels que Zurlinden, l'ex-ministre de la Guerre qui avait persécuté le colonel Picquart, ou le général de Pellieux, mis en retraite forcée.
Il décide enfin la révision du procès Dreyfus, qui commence à Rennes le 7 août 1899. À Paris, avec le préfet de police Lépine, il réprime l'agitation nationaliste en faisant arrêter les leaders de la Ligue des patriotes, des Jeunesses royalistes et du Grand Occident de France, avatar de la Ligue antisémitique de Jules Guérin. Celui-ci se barricade au siège rue de Chabrol : c'est l'épisode du « Fort Chabrol ». Le procès de ces agitateurs devant la Haute Cour a pour but de démontrer la fermeté de la politique de défense républicaine adoptée par le nouveau président du conseil.
Après la condamnation avec circonstances atténuantes (pour trahison) de Dreyfus en septembre, Waldeck-Rousseau suggère de faire appel à la grâce présidentielle : il envoie Millerand la proposer aux chefs de file des dreyfusards (Mathieu Dreyfus, Zola, Jaurès, etc.). Après tergiversations — Clemenceau, notamment, préférerait la justice plutôt qu'une grâce — celle-ci accepte, et le président Loubet signe le décret de grâce en septembre. Cette mesure est complétée par le projet de loi d'amnistie, concrétisé par la loi du 14 décembre 1900, qui blanchit aussi bien le général Mercier que Picquart et Zola.
Le 19 novembre 1899, il organise une Fête républicaine pour l'inauguration du monument de Dalou, Le Triomphe de la République, place de la Nation. L'union républicaine est en marche: aux élections municipales de mai 1900, le camp nationaliste est en baisse, notamment grâce à des coalitions entre radicaux et socialistes (Lyon, Bourges, Reims), sauf à Paris où il effectue une percée spectaculaire (45 sièges sur 80) . Le 28 octobre 1900, Waldeck-Rousseau déclare ainsi à Toulouse:
« Les meetings où se préparaient les désordres du lendemain se sont tus, la rue est redevenue l'avenue animée et paisible que la clameur des cortèges a cessé de remplir. »

#### Politique économique et sociale

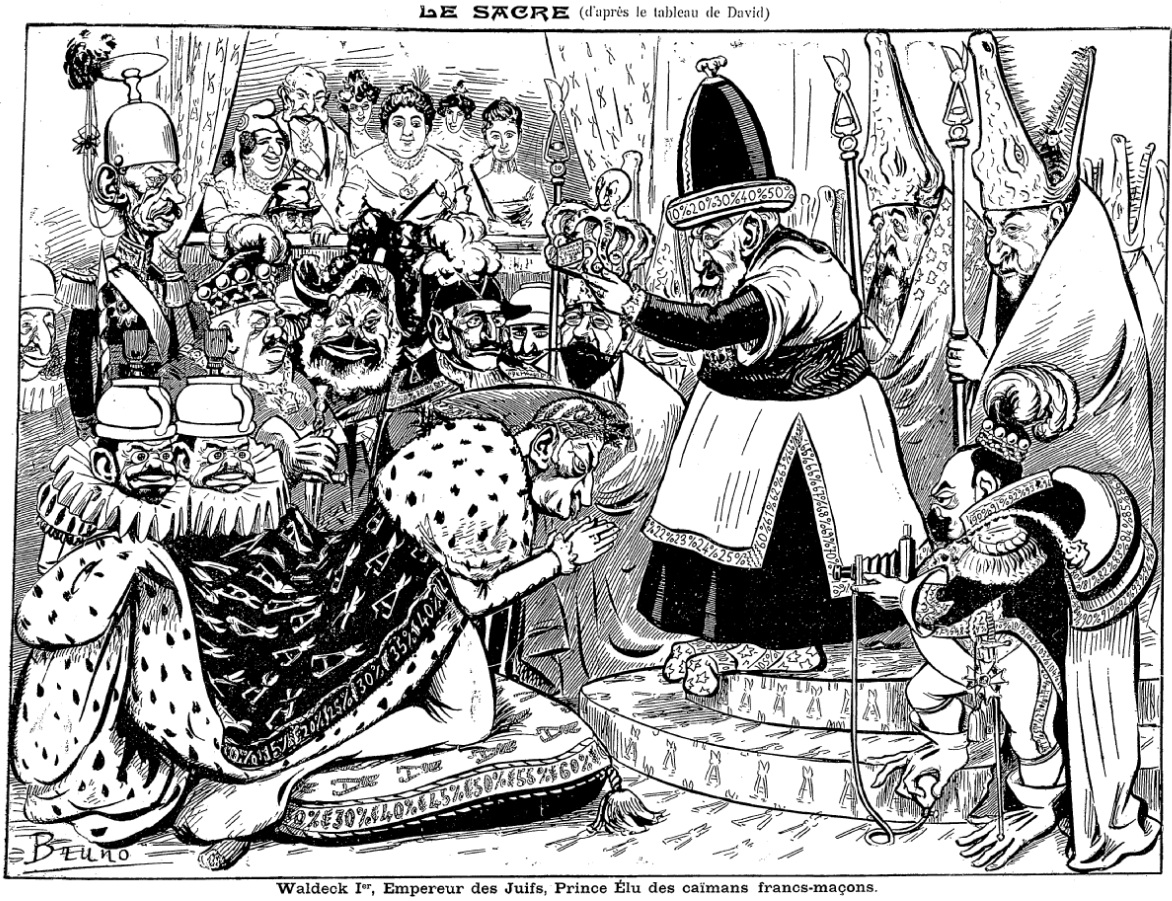
Caricature sur Pierre Waldeck-Rousseau d'après Le Sacre de Napoléon paru en 1903 dans le journal La Bastille.

Il soutient aussi des lois sociales : le 30 mars 1900 une loi sur le travail des femmes et des enfants est promulguée suivie le 30 septembre de la loi Millerand-Colliard qui abaisse à onze heures la durée du travail journalier et à 60 heures la semaine de travail pour les hommes.
En revanche, le ministre Caillaux poursuit une politique économique classique, en montrant le souci d'équilibrer le budget, préconisant une compression des dépenses de l'État et une augmentation des recettes. Par ailleurs, il refond complètement les impôts sur les boissons et la taxation sur les sucres, et revoit les droits sur les successions. Il parvient ainsi à présenter des budgets en excédent. En revanche, bien que Caillaux se soit prononcé, quelques mois avant son arrivée au pouvoir, en faveur du projet d'impôt sur le revenu global et progressif soutenu depuis 1870 par le radicalisme, il renonce à présenter un tel projet devant les Chambres, jugeant qu'il ne parviendrait pas à obtenir une majorité.
Jean Dupuy, le patron du Petit Parisien nommé ministre de l'Agriculture, organise le Crédit agricole et crée l'Office des renseignements agricoles. Il défend aussi à l'assemblée les producteurs de blé lors du débat de 1900 sur l'importation et l'exportation des blés et farines.
Millerand signe un décret le 17 septembre 1900 instaurant des Conseils régionaux du travail, devant fonctionner avec les représentants des syndicats, notamment ouvriers. À la suite de la grève générale du Creusot en septembre-octobre 1899, Waldeck-Rousseau avait déjà imposé une préfiguration de ces Conseils au patron Eugène Schneider. Mais le Conseil d'État annula le décret Millerrand, tandis que Schneider écrivait à ses collègues, à la suite de la grève du Creusot, qu'il fallait « organiser l'entente des patrons afin de résister aux grèves des ouvriers. » En mars 1901, l'Union des industries et métiers de la métallurgie (UIMM) était fondée.
Sur la question sociale, Waldeck-Rousseau navigue ainsi entre la droite, les modérés et le patronat, et les radicaux-socialistes et l'extrême gauche. Ainsi, il envoie le 2 juin 1900 la troupe réprimer la grève à Chalon-sur-Saône. Début 1901, il déploie également la troupe à Montceau-les-Mines, où la grève de 108 jours se termine le 6 mai 1901.
En revanche, sur les conseils de Millerand, les postiers contournent l'interdiction de se syndiquer dans la fonction publique en fondant en 1900 l'Association générale des agents des PTT. C'est aussi sous ce gouvernement de Défense républicaine qu'est nommé directeur du travail Arthur Fontaine, cofondateur en 1900 de l'Association internationale pour la protection légale des travailleurs et qui sera à l'initiative de la création de l'Organisation internationale du travail après la guerre.
Waldeck-Rousseau bénéficie dans cette politique de l'appui du camp républicain, malgré les tiraillements à droite ou à gauche. Ainsi, à la suite de la fondation du Parti radical-socialiste en juin 1901, l'Alliance républicaine démocratique (ARD), qui soutient le waldeckisme tout en étant à sa droite, est formé en octobre. L'ARD comprend deux ministres, Caillaux et Dupuy, compte parmi ses membres importants Louis Barthou et Poincaré, et, liée de près au monde des affaires, est soutenue par la presse populaire (Le Petit Parisien, Le Matin, Le Journal). L'ARD s'oppose toutefois à la « coalition clériconationaliste », prônant l'« union et la concorde » avec les radicaux. De l'autre côté, les socialistes révolutionnaires, critiques envers la participation de Millerand, votent toutefois pour Waldeck-Rousseau lorsque son cabinet est menacé, ou du moins s'abstiennent .
Le ministre de l'Instruction publique, Georges Leygues, mène quant à lui la réforme de l'enseignement secondaire de 1902, qui vise notamment à moderniser l'enseignement des humanités et à rapprocher l'enseignement primaire et secondaire. Violemment contestée à la Chambre des Députés, la réforme est adoptée grâce à la ténacité du ministre, un républicain modéré.
Waldeck-Rousseau réussit enfin à faire voter une loi qui lui tient depuis longtemps à cœur : la loi relative au contrat d’association, présentée par le ministre de la Justice Ernest Monis, adoptée par le Sénat le 22 juin 1901, votée par la Chambre des députés le 28 et promulguée le 1er juillet. Exaspéré par les interventions des congrégations religieuses dans les affaires politiques, il a voulu les soumettre au droit commun mais le Parlement vote un texte plus sévère que celui prévu par le président du conseil, qui les soumet à l'autorisation préalable. Le ministre Monis ouvre également la profession d'avocat aux femmes le 1er décembre 1900, appliquant ainsi la proposition Viviani votée à la Chambre le 30 juin 1898.

### Politique étrangère et coloniale
En politique extérieure, Delcassé renforce l'alliance franco-russe par une convention diplomatique secrète du 9 août 1899, qui prévoit le soutien de la France à la politique balkanique de la Russie en échange d'un soutien de celle-ci pour la question d'Alsace-Lorraine. Des accords secrets avec l'Italie sont aussi signés en décembre 1900.
Sur le terrain colonial, le cabinet Waldeck-Rousseau envoya une compagnie de tirailleurs réprimer l'insurrection de Margueritte en Algérie en avril 1901. C'est aussi sous Waldeck-Rousseau que l'Empire de Rabah est détruit, en avril 1900, avec la jonction des trois colonnes, celle de Gentil, celle de Foureau-Lamy et celle de Joalland-Meynier - Joalland étant l'adjoint du capitaine Paul Voulet qui avait dirigé la meurtrière mission Voulet-Chanoine, dont les massacres suscitèrent un débat à la Chambre. L'Afrique subsaharienne et le Maghreb étaient ainsi réunis par le colon français.
En outre, Charles Jonnart, gouverneur général d'Algérie, évite soigneusement toute réforme ainsi que tout investissement de métropole vers la colonie, et ce avec l'appui important du « parti colonial » dirigé par Eugène Étienne, membre de l'ARD. Globalement, la question coloniale ne fait plus débat, l'opinion étant ralliée à l'Empire, bien que le gouvernement s'abstienne d'évoquer le sujet.

### Législatives de 1902 et sénateur

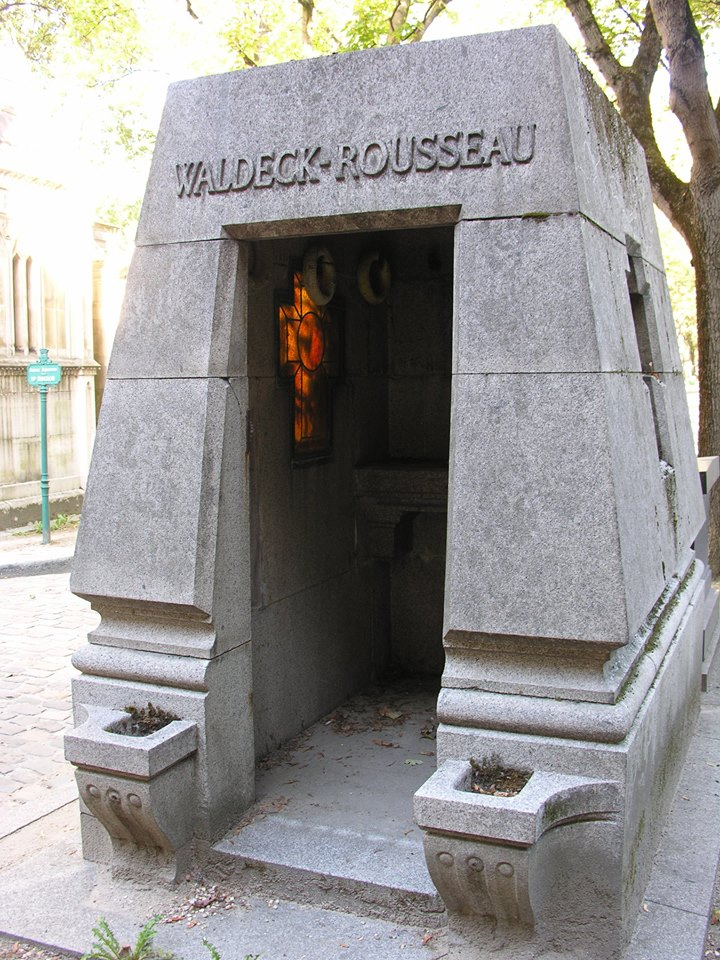
Sépulture au cimetière de Montmartre.

Waldeck-Rousseau mène le Bloc des gauches au succès lors des élections législatives de 1902 mais, souffrant du cancer du pancréas qui devait l'emporter deux ans plus tard, il démissionne dès le 3 juin 1902. Selon l'historienne Madeleine Rebérioux, sa démission reste cependant mystérieuse, et aurait également pu être provoquée par d'autres raisons (envie de se retirer de la politique ou crainte d'un soutien insuffisant) . Sur son conseil, le président Émile Loubet appelle Émile Combes à former un gouvernement.
Le 28 février 1902, il est blessé lors d'un accident de voiture.
Il s'oppose au Sénat à l'application rigoureuse de la loi de 1901 faite par son successeur, déplorant qu'on ait transformé une « loi de contrôle en loi d'exclusion ».
Atteint d'un cancer du pancréas, il doit rester alité dès décembre 1903 ; opéré sans succès en mai 1904, il meurt le 10 août 1904, des suites d'une seconde opération, dans sa propriété de Casteljoli, à Corbeil.
Il est enterré au cimetière de Montmartre (2e division).

## Hommages

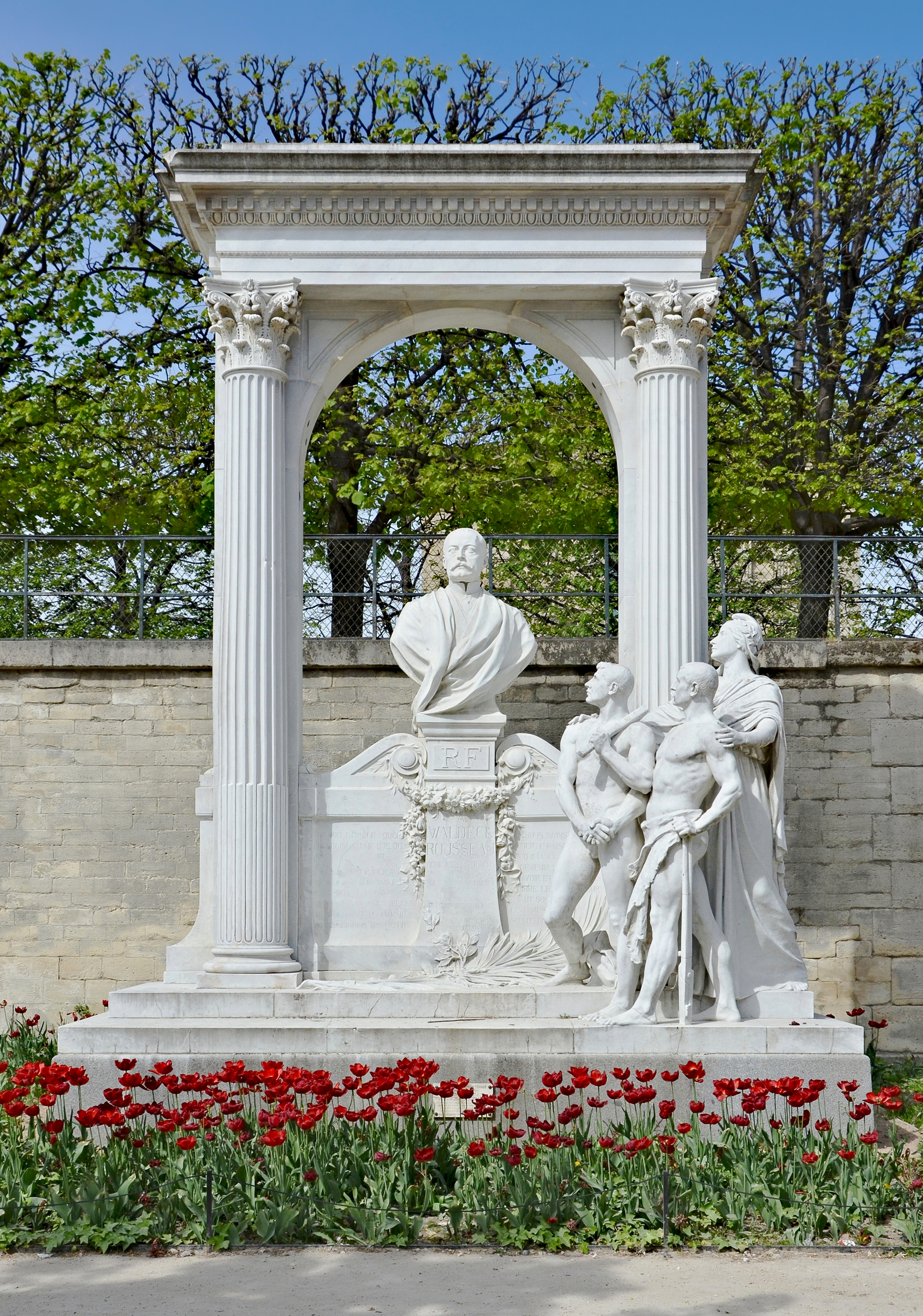
Buste au jardin des Tuileries.

Son nom a été donné en 1906 à la commune de Waldeck-Rousseau (aujourd'hui Sidi Hosni) du département d'Oran durant la période de l'Algérie française ainsi qu'à plusieurs odonymes (place Waldeck-Rousseau à Nantes - qui rend également hommage à son père, rue Waldeck-Rousseau à Paris, et encore à Lyon, Libourne, Morlaix, boulevard Waldeck-Rousseau à Saint-Brieuc, école Waldeck-Rousseau dans diverses villes comme Saint-Nazaire, Chambéry, etc.).
À ces hommages s'ajoute le nom d'un croiseur lancé en 1908.
Sa demeure située 5, rue Waldeck-Rousseau à Corbeil-Essonnes, qui est actuellement toujours habitée.
Cinq panneaux décoratifs formés chacun de 33 carreaux de céramique d'André Methey (1871-1921) intitulés respectivement Faisans et poules faisanes picorant la treille - Lapins et souris dans un champ de blé - La parade des paons - Le pâtre endormi -L'Ours et les deux jeunes garçons, « provenant de l'hôtel particulier de M. Waldecc-Rousseau, grand ami et mécène d'André Methey » ont figuré sous les numéros 89 à 93 du catalogue de la vente « Chefs-d’œuvre de l'Art déco » (collection Royaux et à divers) par l'étude Millon et Robert à Paris le 29 novembre 1995 (reprod. coul.).
Dans la série télévisée française Paris Police 1900, produite en 2021 par Canal+, le personnage de Pierre Waldeck-Rousseau est interprété par Steve Driesen.

### Timbre-poste
Le 23 mars 1984, l’administration des PTT émet un timbre-poste à son effigie commémorant la loi de 1884 perpétuant la création des syndicats professionnels. La dessinatrice du timbre est Huguette Sainson.

## Publications
- Rapport au Président de la République sur l'exécution de la loi du 23 décembre 1874 relative à la protection du premier âge, Paris, Imprimerie des Journaux officiels, 1886
- Discours parlementaires, publiés par C. Lecouflet, Paris, G. Charpentier et Cie, 1889
- Discours prononcés les 9 et 11 mars 1895 par... à Montbrison et à Saint-Étienne, Paris, au siège de l'association nationale républicaine, 1895
- Discours prononcés les 9, 10 et 11 mars 1895 par... à Montbrison et à Saint-Étienne, Paris, au siège de l'association nationale républicaine, 1895
- Questions sociales, Paris : Ed. Fasquelle, 1900
- La loi des suspects : lettres adressées à M. Waldeck-Rousseau, le comte Albert de Mun, Paris, Plon-Nourrit, 1900
- Associations et congrégations, Paris, Bibliothèque Charpentier, 1901
- Service sanitaire maritime : personnel - mode de désignation des fonctionnaires docteurs en médecine - institution d'un jury spécial, République française. Ministère de l'Intérieur ; Melun, impr. administrative, 1901
- La défense républicaine, Paris, Bibliothèque-Charpentier, 1902
- Rapport sur les opérations des sociétés de secours mutuels pendant l'année 1899, Melun, Impr. administrative, 1902
- Politique française et étrangère, Paris, E. Fasquelle, 1903
- Action républicaine et sociale, Paris, E. Fasquelle, 1903
- Pour la République : 1883-1903, Paris, E. Fasquelle, 1904
- Le testament politique de Waldeck-Rousseau : documents du Figaro et de la Revue politique et parlementaire, préface par Charles Péguy, Paris, Cahiers de la quinzaine, 1904
- Plaidoyers ; avec une préface de m H. Barboux., Paris : E. Fasquelle , 1906
- L'État et la liberté, Paris, E. Fasquelle , 1906
- Plaidoyers, Deuxième série, Paris, E. Fasquelle , 1906